# Biatlon na Zimskih olimpijskih igrah 1968
Biatlon na Zimskih olimpijskih igrah 1968.

## Moški

### 20 km posamično
| Poz | Biatlonec          | Čas teka  | ZS | Skupni čas |
| --- | ------------------ | --------- | -- | ---------- |
| 1   | Magnar Solberg     | 1:13:45,9 | 0  | 1:13:45,9  |
| 2   | Aleksander Tihonov | 1:12:40,4 | 2  | 1:14:40,4  |
| 3   | Vladimir Gundarcev | 1:16:27,4 | 2  | 1:18:27,4  |

### 4 x 7,5 km štafeta
| Poz | Reprezentanca                                                                             | Čas       | ZS |
| --- | ----------------------------------------------------------------------------------------- | --------- | -- |
| 1   | Sovjetska zveza (Aleksander Tihonov, Nikolaj Puzanov, Viktor Mamatov, Vladimir Gundarcev) | 2:13:02,4 | 2  |
| 2   | Norveška (Ola Wærhaug, Olav Jordet, Magnar Solberg, Jon Istad)                            | 2:14:50,2 | 5  |
| 3   | Švedska (Lars-Göran Arwidson, Tore Eriksson, Olle Petrusson, Holmfrid Olsson)             | 2:17:26,3 | 0  |